# Натра, Серджиу
Серджиу Натра (12 апреля 1924, Бухарест или Королевство Румыния — 23 февраля 2021) — израильский композитор классической музыки.

## Жизнь и работа
Натра родился в Румынии под именем Серджиу Надлер в апреле 1924 года в еврейской семье. В детстве он учился игре на фортепиано, а в 1932 году занялся музыкой. Он продолжал учиться в еврейской консерватории до 1942 года и окончил Музыкальную академию Бухареста в 1954 году.
В 1961 году Натра и его жена Соня, скульптор и многопрофильный художник, эмигрировали в Израиль. У них было два сына: Данни и Габи. Серджиу умер в феврале 2021 года в возрасте 96 лет.

## Главные произведения
Большинство партитур композитора были опубликованы издательством Natra Publications, некоторые — IMI в Тель-Авиве и некоторые — HarpSphere в Париже. Часть партитур композитора, соответствующие записи, книги и статьи можно найти также в таких библиотеках, как Публичная библиотека и культурный центр Бейт Ариэла (Израиль), Национальная библиотека Израиля, Библиотека Конгресса (США) и Библиотека Гарольда Б. Ли (США).
Основным источником списка являются документация и архив композитора. Дополнительные ссылки можно найти в следующих источниках:.